# Обсесивно-компулсивно разстройство
Обсесивно-компулсивното разстройство е разстройство, свързано с тревожността, характеризирано от недоброволни натрапчиви мисли. Когато страдащият започне да приема тези натрапчиви мисли, тогава започва да развива тревожност, основана на страха, че нещо лошо ще се случи. Страдащият чувства, че принудително трябва да извършва ирационални, отнемащи време действия, за да отстрани тревожността. Съществуват икономически загуби, защото отнемат много от времето на болния.
ОКР засяга около 2,3% от хората, като всяка година средно 1,2% от населението бива диагностицирано. Тази диагноза се поставя също толкова често, колкото и диагноза за диабет и астма. Половината от пациентите проявяват симптоми, преди да навършат 20 години, като се счита, че мъжете и жените са еднакво засегнати.

## Видове обсесии
- Обсебеност от мисъл или представа за смърт на някой близък човек.
- Обсебеност, че някой или нещо (Бог, дяволът или болест) ще навреди на потърпевшия или на някой близък човек.
- Страх от заразяване и болести (например СПИН, COVID-19 и др.).
- Сексуални натрапчиви мисли – представи или мисли за целуване, докосване, секс, изнасилване и т.н. с непознати, познати, родители, деца, членове от семейството, колеги, животни, религиозни лица. Те могат да са с хетеросексуално или хомосексуално съдържание.
- Обсесивни страхове за сексуалната ориентация.

Тези обсесии и страхове предизвикват съмнения и дисхармония, а резултатът е постоянна самокритика, самопрезрение, чувство на вина и срам.
Докато някои хора с ОКР изпълняват компулсивните ритуали, защото се чувстват задължени, други го правят, за да намалят безпокойството, предизвикано от обсесивните мисли. Хората с ОКР може да чувстват, че тези действия по някакъв начин ще предотвратят случка, от която се страхуват, или ще изгонят тази мисъл от съзнанието си.

## Често срещани компулсии
- Броене на специфични неща (например стъпки), понякога по специфичен начин (например на интервали от две). Извършване на други повтарящи се действия с нетипична чувствителност към числа.
- Често миене на ръце.
- Прочистване на гърлото.
- Подреждане на предметите в права линия.
- Постоянно проверяване дали е заключена колата.
- Организиране на нещата по точно определен начин.
- Включване и изключване на светлините.
- Докосване на предметите определен брой пъти преди напускане на стаята.
- Ходене по определен маршрут или стъпване по определен начин върху плочките.
- Изкачване на стълбите винаги завършвайки на един и същ крак.
- Дразнене от неща, които не са си на мястото.
- Перфекционизъм.

За хората с ОКР тези ритуали и придружаващият ги страх и безпокойство отнемат часове всеки ден, затруднявайки изпълнението на работните и семейните задължения. Понякога това поведение има и физически проявления. Хората, които са вманиачени да си мият ръцете с антибактериален сапун и гореща вода (за да премахнат микробите), могат да разрушат защитата на кожата и да предизвикат зачервяване и разраняване, като се стигне до дерматит. За останалите хора тези ритуали изглеждат странни и ненужни. Но потърпевшите считат тези ритуали за много важни. Страдащите от ОКР са наясно, че техните мисли и поведение са ирационални, но се чувстват принудени да се придържат към тях, за да намалят паниката и страха.
Хората с ОКР често може да възникват и други проблеми и психични симптоми. Едни от тях са:
- Нарушения на настроението и тревожност
- Соматоформни нарушения, особено хипохондрия и телесно дисморфично разстройство
- Хранителни разстройства
- Нарушения на контрола на импулсите, особено клептомания и трихотиломания
- Дефицит на вниманието – хиперактивност (ADHD)
- Обсесивно-компулсивно разстройство на личността
- Тиково разстройство
- Суицидни мисли и поведение

## Причини
От 14-и до 16-и век в Европа се е вярвало, че хората, които преживяват неприлични, сексуални или други обсебващи мисли, са обладани от дух като Сатаната. Базирайки се на тази причина, лечението включва изгонване на „злото“ от „обладания“ човек чрез екзорсизъм. В началото на 1910 г. Зигмунд Фройд обяснява обсесивно-компулсивното разстройство като дължащо се на несъзнателни конфликти, които се изразяват като симптоми. Фройд описва клиничната история на типичен случай на фобия от докосване като започваща от ранното детство, когато човекът има силно желание да докосва неща. В отговор на това човекът развива „външна забрана“ против такъв тип докосване. Обаче тази „забрана не отменя желанието“ за докосване; всичко, което може да се направи, е потискане на желанието и „засилването му към несъзнателното“.